# Doug Martin (football américain, 1957)
Pour les articles homonymes, voir Doug Martin.
(en) Statistiques sur pro-football-reference
Doug Martin (né le 22 mai 1957 à Fairfield) est un ancien joueur américain de football américain ayant joué pendant toute sa carrière avec les Vikings du Minnesota.

## Université
Né en Californie, Martin traverse les États-Unis pour étudier à l'Université de Washington. Son talent comme Defensive end dans l'équipe universitaire lui permet d'être choisi au 9e tour par les Vikings du Minnesota.

## Carrière chez les Vikings
Commençant lors de la saison 1980, Martin dispute 11 matchs (dont un où il démarre le match) et découvre la cour des grands. Les Vikings décrochent leur billet pour les play-offs; l'aventure s'arrête au premier tour après une défaite 31-16 contre les Eagles de Philadelphie. La saison 1981 est mauvaise car les Vikings sont éliminés dans la poule NFC Central en terminant 4e. Doug joue plus en alignant 16 matchs.
La saison 1982, marquée par une grève, voit Minnesota se qualifier pour les play-offs, Doug fait son unique interception de sa carrière lors de cette saison. Au premier tour, ils se qualifient grâce à une victoire 30 à 24 sur les Falcons d'Atlanta mais les Vikings s'inclinent à Washington au second tour face aux Redskins 21-7. Après cette saison, il a l'honneur de figurer dans la All pro team de 1982.
En 1983, les Vinkings ne sortent pas de leur poule et 1984, la saison est chaotique avec 3 victoires et 13 défaites. La saison 1985 voit une amélioration mais le club n'y arrive toujours pas; en 1986, le club échoue à la seconde place, mais le club ne se qualifie pas. Enfin en 1987, Minnesota prend de l'air en prenant la seconde place et en se qualifiant grâce à ses stats; les Vikings gagnent dans la Wild card sur un score sans appel de 44-10 sur le terrain des Saints, le club persiste en gagnant une nouvelle fois à l'extérieur cette fois-ci contre les 49ers de San Francisco 36-24. La belle histoire prend fin à la finale NFC avec une défaite face à Washington 17-10.
L'équipe de Martin retente sa chance en 1988 en se qualifiant mais après une victoire sur les Rams de Los Angeles 28-17, les Vikings échouent au premier tour contre San Francisco 34-9 qui seront les futurs champions. La dernière saison de Doug en pro est la saison 1989, l'équipe passe dans les poules mais doit s'incliner face une nouvelle fois à San Francisco 41-13, futurs vainqueur du Super Bowl XXIV.